# Твой цвет
«Твой цвет» (яп. きみの色 Кими но иро) — аниме-фильм, срежиссированный Наоко Ямадой на студии Science Saru и вышедший в 2024 году.

## Сюжет
Старшеклассница Тоцуко обладает способностью воспринимать людей, словно цвета, а сильнее всего её восхищает цвет, который она видит в своей однокласснице Кими. Найдя букинистический магазин, где подрабатывает последняя, Тоцуко спонтанно ведёт себя так, будто умеет играть на пианино, и по воле случая вступает в роли клавишницы в группу, в которой Кими играет на гитаре, а собирающий звуковое оборудование парень — на терменвоксе. Дружба троицы развивается по мере того, как они вместе сочиняют музыку и каждый из них переживает определённые проблемы у себя дома.

## Персонажи
| Персонаж        | Сэйю            |
| --------------- | --------------- |
| Кими Сакунага   | Акари Такаиси   |
| Тоцуко Хигураси | Саю Судзукава   |
| Руи Кагэхира    | Таисэй Кидо     |
| сестра Хиёсико  | Юи Арагаки      |
| Саку Момоти     | Ясуко           |
| Сино Нанокубо   | Аой Юки         |
| Сумика Яцусика  | Минако Котобуки |
| Сино Сакунага   | Кэйко Тода      |

## Производство
Наоко Ямада объявила о работе над полнометражным аниме в интервью, взятом у неё в ноябре 2022 года изданием Anime News Network. Название фильма было представлено в декабре того же года. Также стало известно, что сценарием для него займётся Рэйко Ёсида, а музыкой — Кэнсукэ Усио.

### Выход
Изначально предполагалось, что фильм будет выпущен в последнем квартале 2023 года, однако в августе дистрибьютор Toho объявил об откладывании релиза до 2024 года. В результате премьера состоялась в июне 2024 на проводимом во Франции международном фестивале анимационных фильмов в Анси. На домашнем рынке — в Японии — «Твой цвет» вышел в прокат через месяц, 30 августа.
Международный прокат фильма охватил конец 2024 и 2025 год. Так, 22 ноября сингапурский прокатчик Encore Films выпустил его в Индии. 23 января GKIDS провёл предварительный показ в формате IMAX для северо-американской аудитории, а основной прокат в этом регионе начался уже на следующий день. В Британии компания Anime Limited выпустила «Твой цвет» 31 января. Российский прокат начался 13 февраля 2025 года.

### Адаптации
Созданием манги на основе «Твоего цвета» занялась Санами Судзуки, а выходить она начала 16 августа 2024 на принадлежащем издательству Kadokawa Shoten сайте Comic Newtype.

## Восприятие

### Критика
По информации агрегатора рецензий Rotten Tomatoes, 93 % из 46 отзывов критиков о «Твоём цвете» положительны, а его средняя оценка составляет 7,9 из 10. На Metacritic аниме получило 17 «в целом благоприятных» отзывов со средневзвешенным баллом 76 из 100.

### Награды
«Твой цвет» получил награду как лучший анимационный фильм на шанхайском кинофестивале и и разделил приз зрительских симпатий с «Мемуарами улитки» на седьмом фестивале Animation Is Film.